# Henryk Dyja
Henryk Dyja (ur. 12 listopada 1946 w Choroniu) – polski inżynier i wykładowca akademicki, specjalista ds. przeróbki plastycznej metali, profesor nauk technicznych, w latach 2002–2005 rektor Politechniki Częstochowskiej.

## Życiorys
W 1971 ukończył studia na Wydziale Metalurgicznym Politechniki Częstochowskiej, w tym samym roku podjął pracę na tej uczelni. W 1977 doktoryzował się na Wydziale Metalurgicznym Akademii Górniczo-Hutniczej w Krakowie w zakresie nauk technicznych. W 1990 uzyskał stopień doktora habilitowanego na Politechnice Częstochowskiej w oparciu o rozprawę zatytułowaną Symetryczny i asymetryczny proces walcowania dwuwarstwowych wyrobów płaskich. W 1992 objął stanowisko profesora nadzwyczajnego macierzystej uczelni, a w 2000 został profesorem zwyczajnym. Dwa lata wcześniej otrzymał tytuł profesora nauk technicznych.
Specjalizuje się w zagadnieniach z zakresu inżynierii powierzchni, komputerowej symulacji procesów, naukach ogólnych o materiałach, przeróbce plastyczna, organizacji i zarządzaniu procesami produkcyjnymi. Odbywał staże naukowe m.in. w Stanach Zjednoczonych, Brazylii, Szwecji, Belgii, Wielkiej Brytanii i Rosji.
W 1996 stanął na czele Katedry Przeróbki Plastycznej Metali na Politechnice Częstochowskiej, a w 1999 objął stanowisko dyrektora Instytutu Modelowania i Automatyzacji Procesów Przeróbki Plastycznej. Od 1990 do 1996 był prodziekanem ds. nauki Wydziału Inżynierii Procesowej, Materiałowej i Fizyki Stosowanej. Przez cztery kadencje (1996–2002 i 2005–2012) pełnił funkcję dziekana tej jednostki. Pomiędzy tymi okresami, w latach 2002–2005, sprawował urząd rektora Politechniki Częstochowskiej.
Powoływany w skład Komitetu Metalurgii i Komitetu Nauki o Materiałach PAN, uzyskiwał członkostwo w towarzystwach naukowych i technicznych (European Scientific Association for Metal Forming, Wire Association International i innych), zasiadał we władzach regionalnych oddziałów Stowarzyszenia Inżynierów i Techników Przemysłu Hutniczego w Polsce oraz Towarzystwa Naukowego Organizacji i Kierownictwa.

## Odznaczenia i wyróżnienia
Odznaczony Krzyżem Kawalerskim Orderu Odrodzenia Polski (1999). Uhonorowany tytułami doctora honoris causa Państwowej Akademii Metalurgicznej Ukrainy w Dnieprze, Moskiewskiego Instytutu Stali i Stopów, Petersburskiego Uniwersytetu Politechnicznego Piotra Wielkiego i Politechniki Częstochowskiej.